# Фурдуй, Валентин
Валентин Фурдуй (рум. Valentin Furdui; 1 сентября 1987, Карпинены, Котовский район, Молдавская ССР) — молдавский футболист и тренер, полузащитник.

## Карьера
С 2008 года Фурдуй выступал за ряд молдавских команд: «ЦСКА-Стяуа», «Сфынтул Георге», «Зимбру» и «Милсами». В июле 2013 года Валентин подписал контракт с тираспольским «Шерифом». В сезоне 2013/14 в составе «Шерифа» выступил в групповом этапе Лиги Европы. 11 апреля 2014 года в матче чемпионата против «Академии» забил дебютный гол за «Шериф». В составе команды стал чемпионом Молдавии сезона 2013/14. В июне 2014 года было объявлено, что контракт с «Шерифом» расторгнут по обоюдному согласию обеих сторон. В июле 2014 года перешёл в казахстанский «Кайсар».

## Личная жизнь
Женился в июне 2011 года.

## Достижения
- Чемпион Молдавии (1): 2013/14
- Обладатель Суперкубка Молдавии (1): 2012